# Luleå silververk
Luleå silververk était une mine d'argent et de plomb située dans la commune de Jokkmokk, dans le comté de Norrbotten au nord de la Suède. Elle était constituée de deux gisements : Kedkevare (dans l'actuel parc national de Padjelanta) et Alkavare (dans l'actuel parc national de Sarek) ainsi que d'une fonderie à Kvikkjokk. L'exploitation de ces mines commença en 1661, mais la pénibilité du travail et la faible quantité d'argent extrait provoquèrent son abandon en 1702. Au total, environ 532 kg d'argent furent extraits pour un total de 100 tonnes de plomb.

## Histoire
Une des premières mines découvertes dans les montagnes suédoises est la mine d'argent de Nasa, dans la montagne Nasafjälle], dont l'exploitation commence en 1630. Les Samis furent alors mis de force à contribution pour les travaux de la mine. Ainsi, lorsqu'en 1657, le same Jon Persson découvrit un gisement d'argent dans la montagne Kierkevare, au sud-est de l'actuel parc national de Padjelanta, il n'en fit part à personne. Mais lorsqu'on le força à aller travailler à la mine de Nasa, il raconta sa découverte en échange d'une exemption. Peu de temps après, la mine de Nasa ferma après s'être fait attaquer par les norvégiens, et la mine de Padjelanta, fut donc accueillie comme une bonne façon de remplacer celle de Nasa. L'exploitation de cette mine, qui s'appela Kedkevare, commença en 1661. Les Suédois tentèrent de convaincre des Samis de prospecter dans les montagnes pour trouver de nouveaux gisements, en particulier d'argent. Mais de manière générale, les Samis n'osaient pas dévoiler ces informations par crainte des critiques des autres Samis. Le gisement d'Alkavare, dans le parc de Sarek, constitua une exception et fut dévoilé par un Sami très pauvre, qui fut ensuite très mal vu par son clan. L'exploitation de cette nouvelle mine commença en 1672. Ces deux gisements alimentaient une fonderie à Kvikkjokk, créant un ensemble appelé Luleå silververk. Cependant, ces deux mines ne s'avérèrent pas rentables en particulier à cause des conditions climatiques qui rendaient le travail très difficile et l'exploitation s'arrêta en 1702.
Ces mines furent parfois reprises sans succès par quelques individus. Les ruines de deux bâtiments, ainsi qu'une petite chapelle sont encore visibles à proximité d'Alkavare.